# James Joseph McCann
Pour les articles homonymes, voir James McCann et McCann.
James Joseph McCann (29 mars 1886-11 avril 1961) est un homme politique canadien de l'Ontario. Il est député fédéral libéral de la circonscription ontarienne de Renfrew-Sud de 1935 à 1965.

## Biographie
Né à Perth en Ontario, McCann étudie à l'Université Queen's de Kingston où il reçoit une formation de médecin en 1909 et, en 1911, il gradue de l'université de Chicago. Il pratique ensuite la médecine à Hamilton et à Renfrew en Ontario. Servant plus de 30 ans comme coroner du comté de Renfrew, il décide de se lancer en politique en 1935.
Élu en 1935 et réélu en 1940, 1945, 1949 et en 1953, il est défait en 1957. Durant sa carrière parlementaire, il sert de ministre dans les cabinets de Mackenzie King et de Louis St-Laurent à titre de ministre des Services nationaux de guerre d'avril 1945 à janvier 1948, de ministre des Mines et des Relevés techniques de janvier 1950 à décembre 1950 et de ministre du Revenu national d'août 1945 à juin 1957.